# Ariane Mnouchkine
Pour les articles homonymes, voir Mnouchkine.
Ariane Mnouchkine, née le 3 mars 1939 à Boulogne-Billancourt, est metteuse en scène de théâtre et animatrice de la troupe qu'elle a fondée en 1964, le Théâtre du Soleil. Elle est également scénariste et réalisatrice de films.

## Biographie

### Famille
Ariane Mnouchkine est la fille de June Hannen (1918-2003) – elle-même fille et sœur des comédiens britanniques Nicholas Hannen (en) et Hermione Hannen – et du producteur Alexandre Mnouchkine (1908-1993), lequel nomma sa société de production cinématographique Les Films Ariane.
Les grands-parents paternels d'Ariane Mnouchkine, Alexandre et Bronislawa, juifs russes, se sont convertis au christianisme orthodoxe afin de pouvoir habiter Saint-Pétersbourg, ville alors interdite aux Juifs . Après leur exil en France, ils seront envoyés au camp d'internement de Drancy d'où ils seront déportés vers Auschwitz (convoi n° 63, parti de Drancy le 17 décembre 1943) où ils mourront.

### Débuts
Ariane Mnouchkine fait ses débuts au théâtre lors d’une année à l’étranger à l'université d'Oxford en Angleterre, où elle devient membre de l’Oxford University Dramatic Society (en) (Association théâtrale de l’université d’Oxford) et assistante de Ken Loach qui y finit ses études. C’est là qu’elle décide de faire du théâtre son métier.
De retour à Paris, en octobre 1959, elle participe à la création de l'Association théâtrale des étudiants de Paris (ATEP) à la Sorbonne. Parmi les membres de cette association, on compte Philippe Léotard, Jean-Claude Penchenat, Martine Franck et Gérard Hardy. Elle suit l'enseignement de Jacques Lecoq.
Le 29 mai 1964, Ariane Mnouchkine, avec ces mêmes amis, dépose les statuts de la première SCOP (société coopérative ouvrière de production) pour une troupe de théâtre, et fonde le Théâtre du Soleil qui s'installe à La Cartoucherie de Vincennes en 1970.

### Le Théâtre du Soleil
Le Théâtre du Soleil est fondé sous la forme d'une coopération de travailleurs dans un esprit communautaire. Sa structure collective, une pratique héritée des années 1960 qui s'est dissoute avec l'avènement des années 1980, jouit d'une longévité particulière. Quelques-uns des principes régissant le fonctionnement de la compagnie ont marqué les esprits : même salaire pour tous, maquillage en public, soupe servie aux spectateurs, Ariane Mnouchkine déchirant elle-même les tickets au contrôle de l'entrée…
Ariane Mnouchkine s'est par la suite distinguée par le choix des sujets abordés, donnant souvent à réfléchir sur la condition humaine, et surtout par ses mises en scène très visuelles (décors en mouvement présentant la scène sous différents angles, par exemple), soutenues par une véritable « bande-son », omniprésente, jouée en direct (sur le bord de la scène) par l'homme-orchestre Jean-Jacques Lemêtre, avec lequel elle collabore depuis 1979. Ces sujets présentent souvent des drames qui bouleversent ou ont bouleversé la planète pour faire du théâtre un moyen d'éclaircir l'histoire de notre temps : l'intégrisme dans Tartuffe, la lâcheté politique dans Tambours sur la digue.
En 2003, le Théâtre du Soleil monte Le Dernier Caravansérail (Odyssées), constitué de deux volets (Le Fleuve Cruel et Origines et Destins), narrant des épisodes de la vie de tous les jours, en Afghanistan, dans le Nord de la France à Sangatte, à partir d'où des réfugiés tentent d'entrer clandestinement en Angleterre, en espérant y trouver une vie qui leur est inaccessible dans leur pays d'origine. Les Éphémères, spectacle créé en 2006, également en deux parties (près de 3 h 15 par partie, ici nommées « recueils »), se déroule cette fois-ci en France. Ariane Mnouchkine, rompant provisoirement avec les grandes épopées, y met en scène de multiples tranches de vie, selon un rythme sans cesse brisé par une alternance de scènes hilarantes, mordantes, poignantes.
À partir de 2006, des membres du Théâtre Aftab de Kaboul viennent régulièrement en France travailler avec la troupe du Soleil.
En 2016, Mnouchkine crée Une chambre en Inde lors d'une résidence de découverte de la tradition théâtrale tamoul populaire et rurale (le Theru Koothu (en)), à Pondichéry, en réaction aux attentats commis en France en novembre 2015 et en juillet 2016. Elle y aborde notamment, outre ces événements, les questions de la guerre en Syrie et du réchauffement climatique.
En 2018, le 28 mai, elle reçoit le Molière de la metteuse en scène d'un spectacle du théâtre public lors de la 30e édition des Molières (salle Pleyel) pour sa pièce Une chambre en Inde. La pièce, qui avait été « oubliée par erreur en 2017 », obtient le Molière du théâtre public.

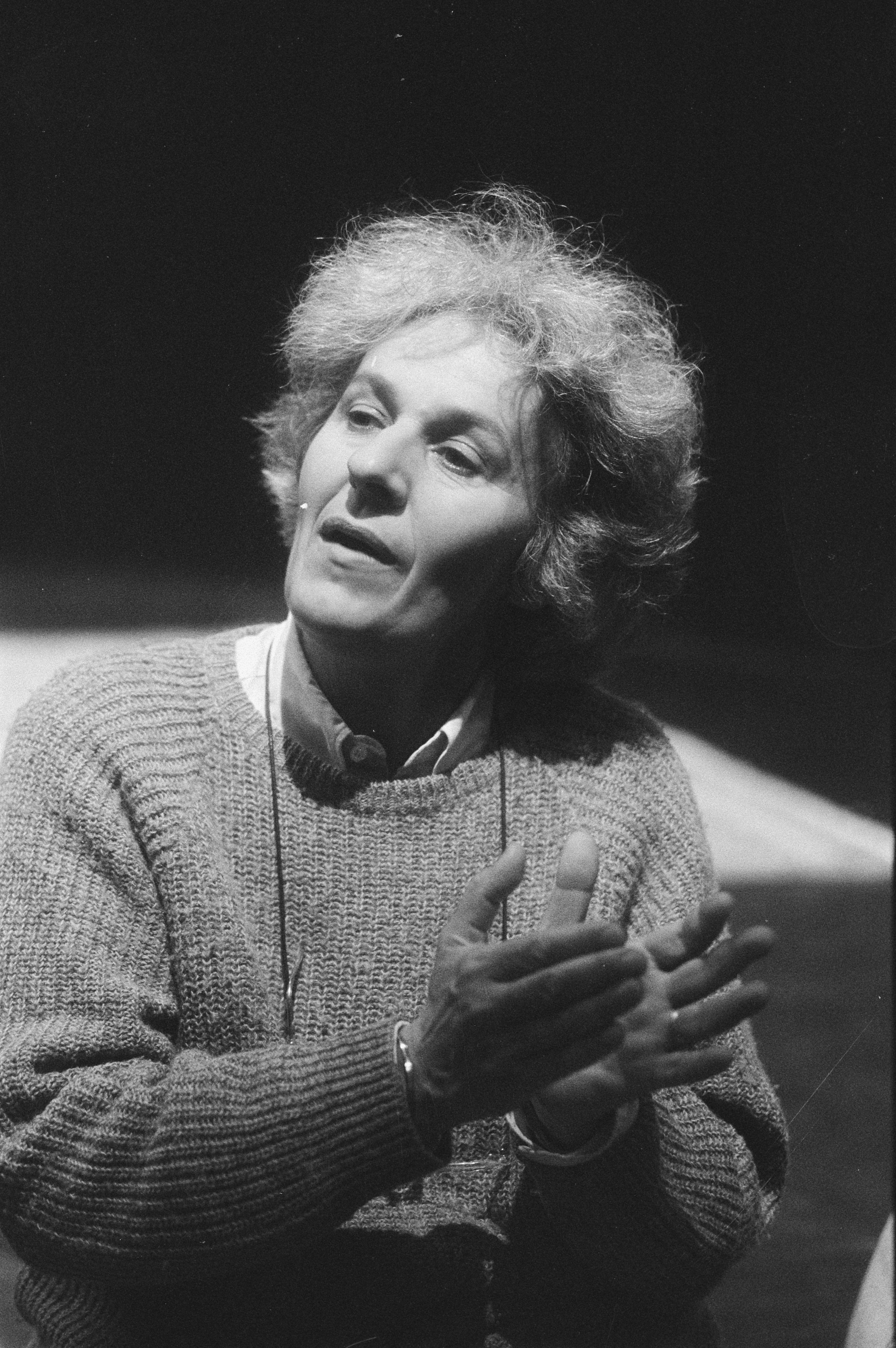
Ariane Mnouchkine au Tropenmuseum en juin 1986.

### Au cinéma
Au cinéma, elle participe en 1964 au scénario de L'Homme de Rio de Philippe de Broca. Puis, avec le Théâtre du Soleil, elle se lance d'abord en 1974 dans la captation filmée de leur spectacle 1789. En 1978, Ariane Mnouchkine pousse l'ambition plus loin et réalise une grande fresque, imposante, fougueuse et somptueuse, consacrée à Molière (avec Philippe Caubère dans le rôle-titre), qui sera ultérieurement diffusée en 1981 à la télévision sous la forme d'une série de cinq épisodes d'une heure et sous le titre Molière, ou la vie d'un honnête homme. Toujours pour la télévision, elle adapte deux pièces d'Hélène Cixous : La Nuit miraculeuse en 1989 et Tambours sur la digue en 2003.
En 2011, à l'occasion du tournage du film tiré des Naufragés du Fol Espoir (Aurores), encore d'après Hélène Cixous, Ariane Mnouchkine et le Théâtre du Soleil inaugurent le concept de « DVD-mécène » et lancent une souscription auprès du public de la compagnie, « [son] précieux et plus fidèle public parmi les fidèles publics », afin de ne pas devoir sacrifier l'art aux contraintes de temps.

### Engagements
En 1981, elle est co-solidaire de la publication Avis de recherche consacrée au soutien des appelés insoumis au service militaire.
Artiste engagée depuis toujours, elle signe en 2007 avec 150 intellectuels un texte qui appelle à voter pour Ségolène Royal, « "contre une droite d’arrogance", pour "une gauche d’espérance" ». Elle aurait par ailleurs (ainsi que Didier Bezace), dispensé quelques conseils à l'ancienne candidate à l'élection présidentielle sur sa gestuelle, lors de la première Fête de la Fraternité, en septembre 2008, au Zénith de Paris.
Elle a rejoint le comité de soutien de l'association Primo Levi, qui gère un centre de soins à Paris destiné à des personnes ayant été victimes de la torture et de la violence politique dans leur pays d’origine et aujourd’hui réfugiées en France.

#### Collège de France
Nommée le 25 juillet 2007 par les membres du Collège de France professeur associé pour une période de douze mois à la chaire de création artistique, elle refuse d'abord le poste, croyant le devoir à Nicolas Sarkozy, avant d'envisager de l'accepter, ne voulant « pas faire de caprice auprès de gens qu['elle] admire et qu['elle] aime », pour finalement le décliner.

#### Engagement en faveur des Tibétains
En 1997, Ariane Mnouchkine réalise Et soudain, des nuits d'éveil, spectacle qui traite, selon Laurence Liban et Maria Shevtsova, de l'occupation du Tibet par les Chinois, et de ce que Mnouchkine appela en 2002 « l’oppression chinoise au Tibet ». Elle signe un appel demandant la libération de Ngawang Sangdrol, et un autre demandant qu'une délégation du Comité des droits de l'enfant de l'ONU rende visite à un enfant tibétain en résidence surveillée depuis 1995 en Chine, Gedhun Choekyi Nyima, reconnu comme 11e panchen-lama par le 14e dalaï-lama. En 2001, elle accueille dans son théâtre Moines danseurs du Tibet : monastère de Shechen, un spectacle organisé à l'occasion du nouvel an tibétain. Simultanément au même endroit ont lieu des rencontres avec Matthieu Ricard, des tibétologues et des historiens d'universités française et étrangères, et même des dissidents chinois, sur le thème « Faut-il vraiment danser avec la Chine ? ». En mars 2008, Ariane Mnouchkine co-anime, avec le Collectif Chine JO 2008, une opération appelant les coureurs du Marathon de Paris « à se mobiliser pour les droits de l'Homme en Chine et au Tibet » et, selon Le Figaro, les Français « à orner leurs vêtements d'autocollants appelant la Chine, pays organisateur des Jeux olympiques en 2008, à respecter les droits de l'Homme, après la répression des récentes manifestations de Tibétains par Pékin,,. »

#### La controverseKanata
En décembre 2018, Ariane Mnouchkine et Robert Lepage prennent la décision de maintenir la programmation du spectacle Kanata à la Cartoucherie, malgré la controverse qu'il provoque : en effet, le spectacle, qui évoque le Canada à travers le regard d'un autochtone, ne comprend pas d'acteur issu des Premières Nations, ce qui suscite une polémique au Canada. C'est la première fois qu'Ariane confiait sa troupe à quelqu'un d'autre.

## Théâtre

### Méthode, jeu et influences
Le théâtre d'Ariane Mnouchkine s'inscrit dans les traditions du théâtre de Vilar, Brecht ou Hegel, un théâtre qui renoue avec la nécessité du rapport entre théâtre et société.
Dans un esprit communautaire présent dès les débuts du Théâtre du Soleil, Ariane Mnouchkine a pour coutume d'être présente en début et fin de spectacle, et ce, à chaque représentation.
Elle n'effectue jamais de travail à la table. Elle ne distribue pas les rôles, elle n'impose pas de personnages à ses acteurs, car ce sont eux-mêmes qui travaillent des situations, des états, et non pas des émotions. Pour Brigitte Rémer, Ariane Mnouchkine, à l'instar du metteur en scène britannique Peter Brook, est cheffe de file d'une « de ces troupes qui, comme des conclaves, se retirent du monde afin de construire, de manière intense et intime, leurs spectacles, avant de convoquer le public lorsqu'ils sentent qu'il est temps. » Aux dires de ses acteurs, « elle est le grand catalyseur, l'ordonnateur » qui fait que tout se coordonne et fonctionne.
Ses premiers grands succès sont La Cuisine d'Arnold Wesker (1967), puis 1789 (1970) et L'Âge d'or (1975), des créations collectives. Elle met ensuite en scène des auteurs classiques (Molière, Shakespeare, etc.) et des auteurs contemporains (Hélène Cixous, Arnold Wesker, etc.), en s'inspirant souvent des traditions orientales (théâtre indien, japonais, etc.).
Ariane Mnouchkine affirme que le théâtre oriental est le vrai théâtre. Contrairement au théâtre occidental, qui « n'[a] créé que des formes réalistes », le théâtre oriental l'attire vraiment, c'est ainsi qu'elle s'inspire surtout des formes asiatiques comme le kabuki, le nô et le bunraku.

### Prix Europe pour le Théâtre
En 1987, elle est la première lauréate du Prix Europe pour le Théâtre pour son travail avec le Théâtre du Soleil.

### Mises en scène
- 1961 : Gengis Khan d'Henry Bauchau, Arènes de Lutèce
- 1964 : Les Petits Bourgeois de Maxime Gorki, M.J.C. de la Porte de Montreuil, Théâtre Mouffetard[37]
- 1966 : Le Capitaine Fracasse de Théophile Gautier, adaptation Philippe Léotard, Théâtre Récamier
- 1967 : La Cuisine d'Arnold Wesker, adaptation Philippe Léotard, Cirque de Montmartre
- 1968 : Le Songe d'une nuit d'été de William Shakespeare, adaptation Philippe Léotard, Cirque de Montmartre
- 1969 : Les Clowns, création collective du Théâtre du Soleil, Théâtre de la Commune, Festival d’Avignon, Piccolo Teatro Milan
- 1970 : 1789, création collective du Théâtre du Soleil, La Cartoucherie
- 1972 : 1793, création collective du Théâtre du Soleil, La Cartoucherie
- 1975 : L'Âge d'or, création collective du Théâtre du Soleil, La Cartoucherie
- 1979 : Mephisto ou Le Roman d'une carrière de Klaus Mann, La Cartoucherie, Festival d’Avignon
- 1981 : Richard II de William Shakespeare, La Cartoucherie, Festival d’Avignon 1982 et 1984
- 1982 : La Nuit des rois de William Shakespeare, La Cartoucherie, Festival d’Avignon 1984
- 1984 : Henri IV de William Shakespeare, La Cartoucherie, Festival d'Avignon
- 1985 : L'Histoire terrible mais inachevée de Norodom Sihanouk, roi du Cambodge d'Hélène Cixous, La Cartoucherie
- 1987 : L'Indiade ou l'Inde de leurs rêves d'Hélène Cixous, La Cartoucherie
- 1990 : Les Atrides : Iphigénie à Aulis d'Euripide, La Cartoucherie
- 1990 : Les Atrides : Agamemnon d'Eschyle, La Cartoucherie
- 1991 : Les Atrides : Les Choéphores d'Eschyle, La Cartoucherie
- 1992 : Les Atrides : Les Euménides d'Eschyle, La Cartoucherie
- 1994 : La Ville parjure ou le Réveil des Érinyes d'Hélène Cixous, La Cartoucherie, Festival d’Avignon 1995
- 1995 : Le Tartuffe de Molière, Festival d’Avignon, La Cartoucherie
- 1997 : Et soudain, des nuits d'éveil d'Hélène Cixous, La Cartoucherie
- 1999 : Tambours sur la digue d'Hélène Cixous, La Cartoucherie
- 2003 : Le Dernier Caravansérail, création collective, La Cartoucherie
- 2006 : Les Éphémères, création collective, La Cartoucherie, Festival d’Avignon 2007
- 2010 : Les Naufragés du Fol Espoir (Aurores), création collective librement inspirée d'un roman posthume de Jules Verne, mi-écrite par Hélène Cixous, La Cartoucherie
- 2014 : Macbeth de Shakespeare, dans une traduction d’Ariane Mnouchkine
- 2016 : Une chambre en Inde, création collective du Théâtre du Soleil, dirigée par Ariane Mnouchkine, en harmonie avec Hélène Cixous, La Cartoucherie
- 2021 : L'Île d'or, création collective du Théâtre du Soleil, en harmonie avec Hélène Cixous, dirigée par Ariane Mnouchkine, La Cartoucherie

### Distinctions
- Prix du Brigadier 1967 pour La Cuisine
- Prix Europe pour le théâtre 1987[38]
- Prix SACD 2000 : Grand prix de la SACD
- Prix international Ibsen 2009 pour l'ensemble de son œuvre
- Molières 2010 : Molière du théâtre public pour Les Naufragés du Fol Espoir (Aurores)
- Prix du Syndicat de la critique 2010 : meilleure création d'une pièce en langue française pour Les Naufragés du Fol Espoir (Aurores)
- Prix international Stanislavski 2012[39]
- Molières 2018 : 
  - Molière de la metteuse en scène d'un spectacle du théâtre public pour Une chambre en Inde
  - Molière du théâtre public pour Une chambre en Inde
- Prix de Kyoto 2019[40],[41]
- Prix du syndicat de la critique 2022 : meilleur créateur d'élément scénique pour L’Île d’or[42]
- Molières 2022 : nomination au Molière du metteur en scène d'un spectacle de théâtre public pour L'Île d'or

## Filmographie

### Cinéma
- 1974 : 1789
- 1978 : Molière

### Télévision
- 1989 : La Nuit miraculeuse
- 2003 : Tambours sur la digue
- 2006 : Le Dernier Caravansérail
- 2011 : Les Naufragés du Fol Espoir (Aurores)

### Entretiens
- Christian Chabanis, La Mort, un terme ou un commencement, entretiens avec Ariane Mnouchkine, Paris, Fayard, 1982
- Entretien avec Ariane Mnouchkine sur Arte
- « Entretien avec Ariane Mnouchkine : l'itinéraire d’une troupe », publié par la revue Études françaises
- Caroline Broué, « Ariane Mnouchkine, la flamme du théâtre », 5 épisodes de 29 min [audio], sur France Culture, À voix nue, février 2025 (consulté en février 2025)

### Préfaces
- Martine Franck  (préf. Ariane Mnouchkine), t. 77, Reporters sans frontières (RSF) / édition illustrée, coll. « 100 photos pour la liberté de la presse », 7 novembre 2024, 144 p. (ISBN 978-2362201011).

### Documentaire
- 2009 : Océanie par Charles Belmont